# Synod w Nablusie

Herb Królestwa Jerozolimskiego.

Synod w Nablusie był zgromadzeniem władców kościelnych i świeckich w Królestwie Jerozolimskim, które odbyło się 16 stycznia 1120 roku.

## Historia
Zgromadzenie zostało zwołane w starożytnym mieście Nablus, w Samarii, przez patriarchę Jerozolimy Gormonda i króla Jerozolimy Baldwina II. podczas zgromadzenia ustanowiono dwadzieścia pięć kanonów dotyczących zarówno spraw religijnych, jak i świeckich. Zgromadzenie, ściśle rzecz biorąc, nie było w pełni synodem kościelnym. Z uwagi jednak na liczny udział duchowieństwa, nie było również wyłącznie spotkaniem dworu królewskiego. Według Hansa Mayera, ze względu na religijny charakter wielu z ustanowionych praw, można je uważać zarówno za parlament, jak i synod kościelny. Rezultatem zgromadzenia było zawarcie przez patriarchę i króla porozumienia w formie konkordatu, podobnego do zawartego dwa lata później konkordatu w Wormacji.
Ustalenia synodu były pierwszymi, spisanymi prawami dla Królestwa Jerozolimskiego. Prawdopodobnie to właśnie tutaj Hugues de Payens uzyskał od króla Jerozolimy Baldwina II i patriarchy Jerozolimy Gormonda pozwolenie na założenie zakonu Templariuszy. 
Zgromadzenie nie zostało wymienione w kronice Fulchera z Chartres, który służył na dworze Baldwina II i musiał być obecny. Spowodowane było to prawdopodobnie tym, że charakter kanonów, traktujących o przestępstwach i grzechach ludności chrześcijańskiej, przeczył obrazowi Królestwa Jerozolimskiego, przedstawionego przez Fulchera, jako chrześcijańska utopia. Wilhelm z Tyru, dołączył szczegółowy opis przebiegu wydarzeń, zaniechał jednak odnotowania jakichkolwiek kanonów, które były jego zdaniem powszechnie znane i można je było znaleźć w każdym lokalnym kościele. Prawdopodobnie jednak celowo postanowił uniknąć sugestii, że wczesne Królestwo Jerozolimskie nie było tak heroiczne, za jakie uważało je jego pokolenie.
Pomimo że kanony mogły być powszechnie znane w czasach Wilhelma, wydaje się, że tylko jeden egzemplarz, znajdujący się w kościele w Sydonie, przetrwał muzułmański podbój królestwa. Egzemplarz ten dotarł do Europy, gdzie do 1330 roku znajdował się w bibliotece papieskiej w Awinionie. Obecnie znajduje się w Bibliotece Watykańskiej (MS Vat. Lat. 1345).
Egzemplarz został zredagowany i wydany w kolekcji Sacrorum Conciliorum nova et amplissima Giovanniego Domenico Mansiego w XVIII wieku. Ostatnim, nowym wydaniem jest ich redakcja i publikacja przez Benjamina Z. Kedara w Speculum (t. 74, 1999). Według Kedara, kanony te w dużej mierze wywodzą się z bizantyjskiej <i>Eklogi</i>, ogłoszonej przez Leona III i Konstantyna V w 741 r. Kedar jest zdania, że kanony zostały wprowadzono w życie w XII wieku, chociaż Marwan Nader się z tym nie zgadza twierdząc, że nie zostały one uwzględnione w Livre des Assises de la Cour des Bourgeois i innych Assizes of Jerusalem, które spisane zostały w XIII wieku.

## Treść
Kanony rozpoczynają się od wspomnienia powodów zwołania zgromadzenia. Jerozolimę od czterech lat nękała plaga szarańczy i myszy, a państwa krzyżowców narażone były na powtarzające się ataki ze strony muzułmanów. Wierzono, że grzechy ludności muszą zostać naprawione, aby Królestwo Jerozolimskie mogło się rozwijać.
Pierwsze trzy Kanony traktują o dziesięcinach na rzecz kościoła. Kanon 1 jest obietnicą króla Baldwina II, oddania należnej dziesięciny Patriarsze, a mianowicie te z jego własnych posiadłości królewskich w Jerozolimie, Nablusie i Akce. W kanonie 2 Baldwin II prosi o przebaczenie za wstrzymaną wcześniej dziesięcinę, a Gormond rozgrzesza go z tego grzechu w kanonie 3. Pokazuje to, że Kościół był w stanie zapewnić swoich praw w Królestwie Krzyżowców, co było zwycięstwem w trwającym nadal w Europie konflikcie o inwestyturę.
Kanony 4-7 zajmują się cudzołóstwem. Kanon 4 określa kary dla mężczyzny podejrzanego o cudzołóstwo z żoną innego mężczyzny. Po pierwsze, należy mu zakazać odwiedzania kobiety, a jeśli odwiedzi ją ponownie, musi stanąć przed kościołem i zostać poddany próbie rozpalonego żelaza, aby udowodnić swoją niewinność. Jeśli zostanie udowodnione, że dopuścił się cudzołóstwa, kanon 5 nakazuje „eviretur” – a zatem należy mu obciąć penisa – a następnie wygnać. Karą dla kobiety cudzołożnej jest okaleczenie nosa, znana bizantyjska kara, chyba że mąż się nad nią zlituje. W takim przypadku oboje powinni zostać wygnani. Kanon 6 dotyczy cudzołóstwa z udziałem duchownych: jeśli mężczyzna podejrzewa, że duchowny spotyka się z jego żoną, należy duchownemu zakazać odwiedzania jej; jeżeli wykroczenie się powtórzy, należy zgłosić je władzom kościelnym. Trzecie wykroczenie będzie skutkowało pozbawieniem oskarżonego święceń duchownych. Będzie on wówczas podlegał takiej samej karze, jaka opisana została w kanonie 5. Kanon 7 zabrania zarówno alfonsowi jak i nierządnicy „deprawowania żony słowami”, które mogłyby nakłonić ją do cudzołóstwa. Również w takim przypadku zastosowanie mają kary określone w kanonie 5.
Kanony 8-11 ustanawiają kary za sodomię, będąc jednocześnie pierwszym wprowadzeniem tego typu kar w prawie średniowiecznego świata chrześcijańskiego. Zgodnie z kanonem 8 dorosły sodomita, „tam faciens quam paciens” (zarówno strona aktywna, jak i bierna), powinien zostać spalony na stosie. Jeśli jednak stroną bierną jest dziecko lub osoba starsza, kanon 9 nakazuje spalić tylko stronę aktywną, przy czym wystarczy, aby strona bierna wyraziła skruchę, gdyż domniemywa się, iż zgrzeszyła wbrew własnej woli. Jeżeli sodomia dokonała się wbrew jego woli, ale z jakiegoś powodu ją ukrywa, kanon 10 stanowi, że on również zostanie osądzony jako sodomita. Kanon 11 zezwala skazanemu za sodomię na pokutę oraz uniknięcie kary. Jeśli zostanie przyłapany na akcie sodomii po raz kolejny, będzie mógł ponownie okazać skruchę, lecz zostanie wygnany z królestwa.
Kanony 12-15 dotyczą stosunków seksualnych z muzułmanami, co stanowiło istotną kwestię w Królestwie Jerozolimskim, gdzie muzułmanów było znacznie więcej niż łacińskich władców. Kanon 12 stanowi, że mężczyzna, który z własnej woli odbywa stosunki seksualne z muzułmanką, powinien zostać wykastrowany, a jej samej należy okaleczyć nos. Zgodnie z kanonem 13, jeżeli mężczyzna zgwałci muzułmańską niewolnicę, która należy do niego, państwo powinno skonfiskować jej własność, a jego samego wykastrować. Jeśli mężczyzna zgwałci muzułmańską niewolnicę należącą do innego mężczyzny, kanon 14 stanowi, że powinien on zostać poddany karze przewidzianej dla cudzołożników w kanonie 5. Kanon 15 dotyczy tej samej kwestii w odniesieniu do kobiet chrześcijanek – jeżeli chrześcijanka z własnej woli podejmie stosunek seksualny z muzułmaninem, oboje powinni zostać ukarani jak za cudzołóstwo, jeżeli jednak została zgwałcona, nie będzie pociągnięta do odpowiedzialności, a muzułmanin zostanie wykastrowany.
Kanon 16 zabrania muzułmanom odziewania się jak chrześcijanie. Kanon ten jest zapowiedzią kanonu 68 ustanowionego podczas Soboru Laterańskiego IV, który odbył się prawie sto lat później, w 1215 roku. Kanon 68 zakazywał zarówno żydom, jak i muzułmanom przywdziewania stroju chrześcijańskiego. Podobne prawa zostały ogłoszone w Hiszpanii, gdzie chrześcijanie, żydzi i muzułmanie również się mieszali.
Kanony 17-19 traktują o bigamii, innej ważnej dla średniowiecznego świata kwestii, która wynikała z faktu, że wielu krzyżowców porzuciło swoje rodziny w Europie. Jeżeli mężczyzna poślubi drugą żonę, powinien oddać się pokucie trwającej aż do pierwszej niedzieli Wielkiego Postu. Jeżeli jednak zatai swoje przewinienie a te zostanie odkryte, jego majątek powinien zostać skonfiskowany, a on sam wygnany. Kanon 18 zezwala na bezkarne traktowanie bigamii wobec osób, które związek małżeński z osobą będącą już w związku małżeńskim, zawierają nieświadomie, pod warunkiem, że udowodnią, swoją niewiedzę. Jeśli mężczyzna poślubił drugą żonę i chce się z nią rozwieść, kanon 19 stanowi, że musi on udowodnić, iż jest już żonaty, albo przez próbę rozpalonego żelaza, albo przez przyprowadzenie świadków, którzy złożą za niego przysięgę.
Kanony 20-21 dotyczą duchownych. Kanon 20 mówi, że duchowny nie powinien być uznany za winnego, jeżeli chwyta za broń w obronie własnej. Nie wolno mu jednak chwytać za broń z żadnego innego powodu ani też zachowywać się jak rycerz. Było to ważną kwestią dla państw krzyżowców, gdyż prawo europejskie generalnie zabraniało duchownym udziału w wojnach. Krzyżowcy z kolei potrzebowali wszelkiego możliwego wsparcia swoich sił bitewnych. Zaledwie rok wcześniej Antiochia została obroniona przez patriarchę po bitwie pod Ager Sanguinis, która była jedną z katastrof wspomnianych we wstępie do kanonów. Kanon 21 stanowi, że mnich lub kanonik regularny, który dopuści się apostazji, powinien powrócić do swojego zakonu lub udać się na wygnanie.
Kanony 23-25 stanowią o kradzieży. Kanon 23 mówi, że każda osoba skazana za kradzież mienia o wartości większej niż jeden bezant, powinna mieć odciętą rękę lub nogę, ewentualnie wyłupione oko. Jeżeli majątek był wart mniej niż jeden bezant, należało złodzieja napiętnować na twarzy i publicznie wychłostać. Skradzione dobra powinny zostać zwrócone, a gdy złodziej nie był już w ich posiadaniu, sam stawał się własnością swojej ofiary. Jeżeli złodziej ponownie został przyłapany na kradzieży, należy mu albo odciąć drugą rękę, drugą nogę lub wyłupić drugie oko, albo go zabić. Kanon 24 mówi, że jeżeli złodziej był nieletni, należy go zatrzymać w areszcie, a następnie odesłać na dwór królewski, nie określono jednak żadnej dalszej kary. Kanon 25 stanowi z kolei, że kary za kradzież nie dotyczą baronów, którzy powinni podlegać wyłącznie osądowi sądu królewskiego.

## Sygnatariusze
Świadkami, którzy podpisali się pod ustaleniami zgromadzenia byli głównie duchowni, było też kilku świeckich szlachciców:
- Gormond, patriarcha Jerozolimy
- Baldwin II, król Jerozolimy
- Ehremar, arcybiskup Cezarei
- Bernard, biskup Nazaretu
- Ansquitinus, biskup Betlejem
- Roger, biskup Ramli
- Guildoinus, opat-elekt klasztoru św. Marii z Doliny Jozafata
- Piotr, opat Góry Tabor
- Achardus, przeor Świątyni
- Arnaldus, przeor Góry Sion
- Girardus, przeor Grobu Świętego
- Pagan, kanclerz Jerozolimy
- Eustachy Grenier, władca Cezarei i Sydonu, konetabl Jerozolimy
- Wilhelm de Buris
- Barisan, konetabl Jaffy
- Baldwin, władca Ramli

Sygnatariusze pojawiają się zaraz po wstępie, a przed samymi kanonami.